# Waal

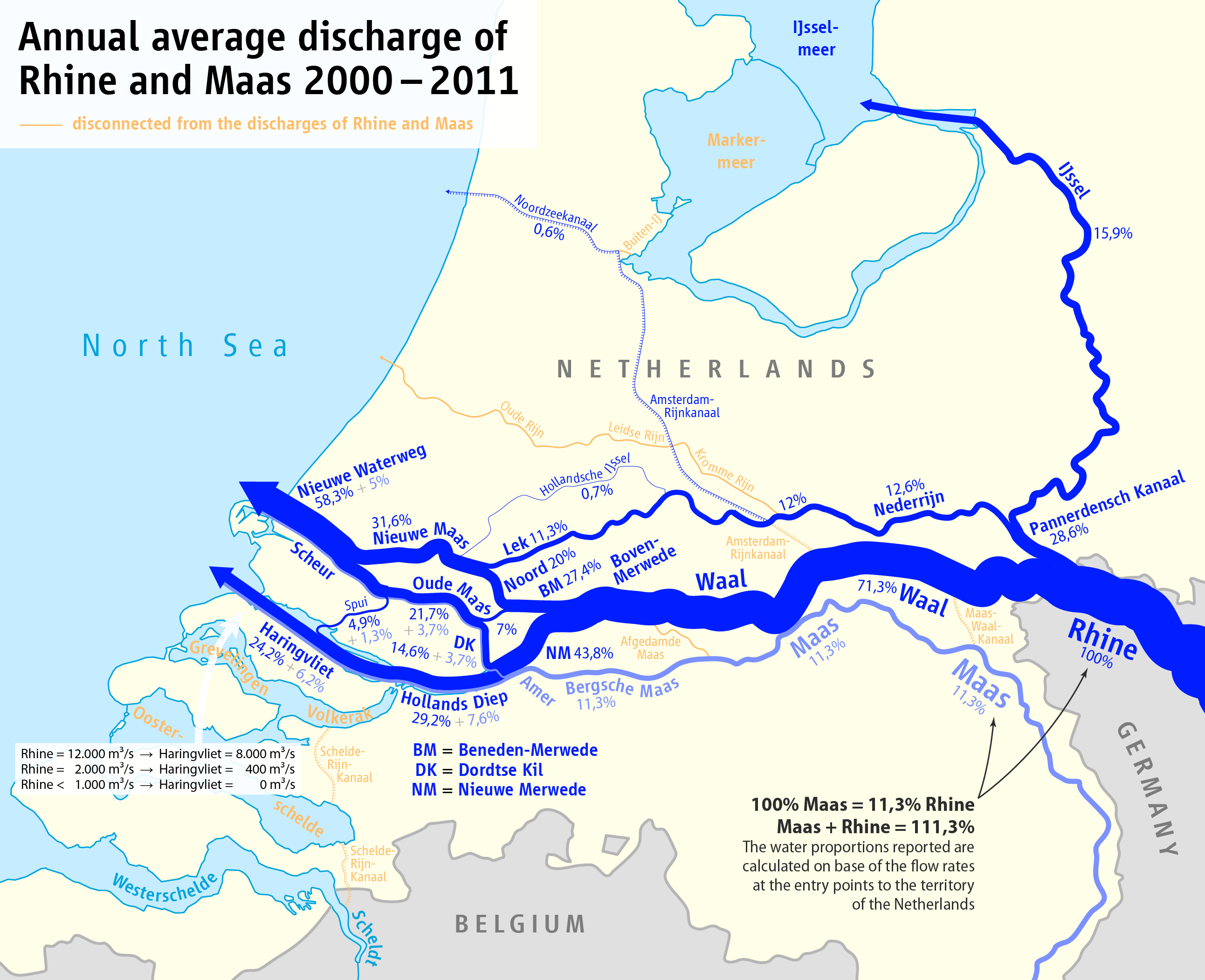
Los tributarios del Rin con el porcentaje de caudal que desaguan

El río Waal es un río neerlandés. En realidad es un brazo del río Rin, que se divide a la altura de Pannerden en dos brazos: el brazo norte, el canal de Pannerden (y que desde Doornenburg hasta Wijk bij Duurstede se conoce como el Bajo Rin y, a partir de Wijk bij Duurstede, se conoce como Lek); y el brazo sur, que es el río Waal. De ambos brazos, el Waal es el de mayor caudal (dos tercios del total) y el más usado para la navegación fluvial.
La mayor ciudad a orillas del Waal es Nimega. Aunque la ciudad se encuentra en el margen izquierdo, el ayuntamiento de Nimega se extiende también desde hace unos años al margen derecho. La extensión de Nimega a la orilla derecha se llama Waalsprong.
Otras ciudades notables en las orillas del Waal son Tiel y Zaltbommel. En el margen derecho del Waal se encuentra la comarca del Betuwe, y en el margen izquierdo, las comarcas de Nimega, La Tierra de Maas y Waal y Bommelerwaard.
El Waal está unido al Bajo Rin por el canal Ámsterdam-Rin, y al Mosa por el canal Maas-Waal y el canal de Sint Andries. En este punto el Waal y el Maas discurren paralelos durante 1,9 km.
El nombre de Waal también se usa para un antiguo brazo de río en la isla IJsselmonde, en Holanda Meridional.

## Galería

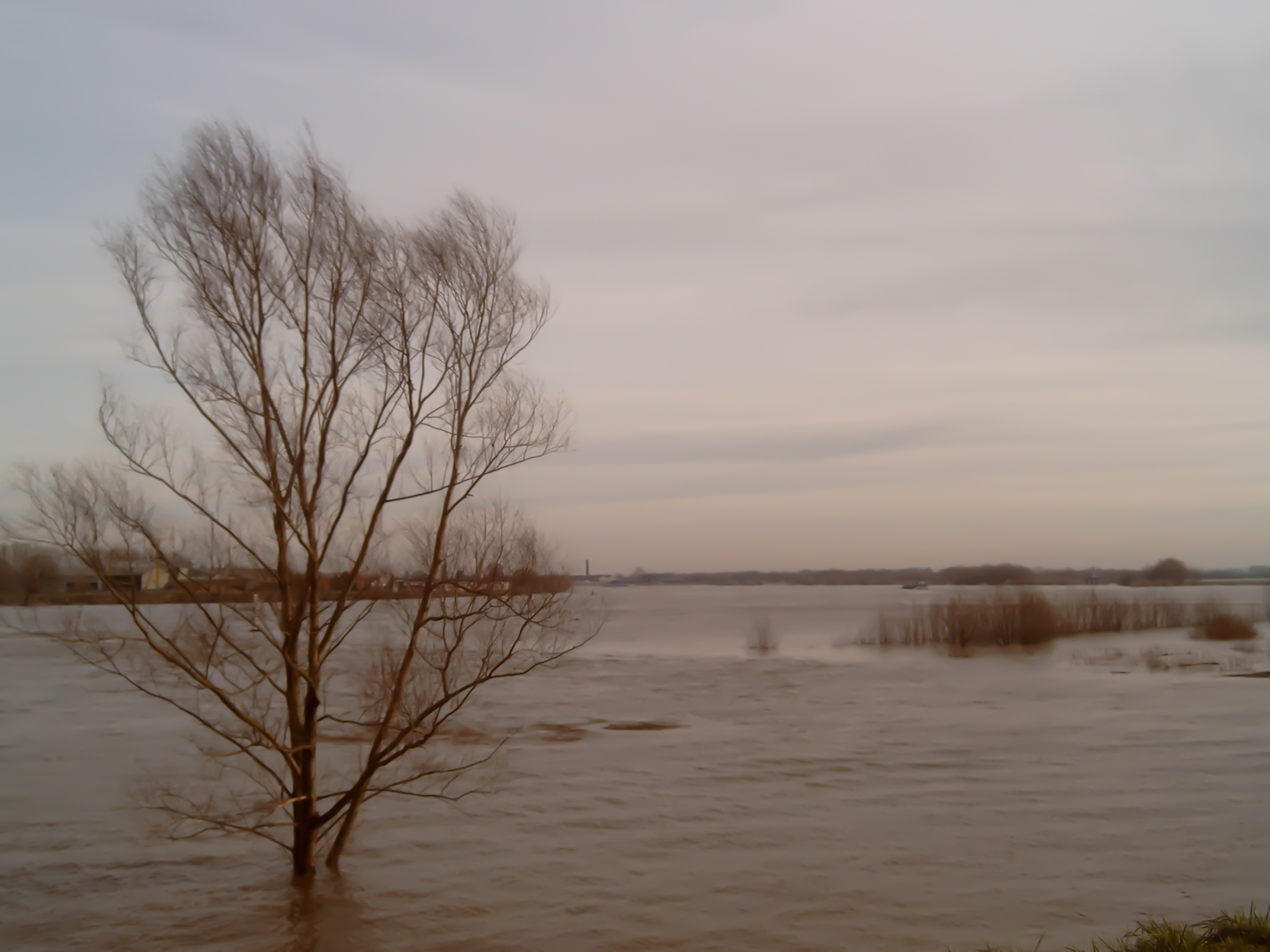
Erlecom, el rio Waal (invierno de 2007)
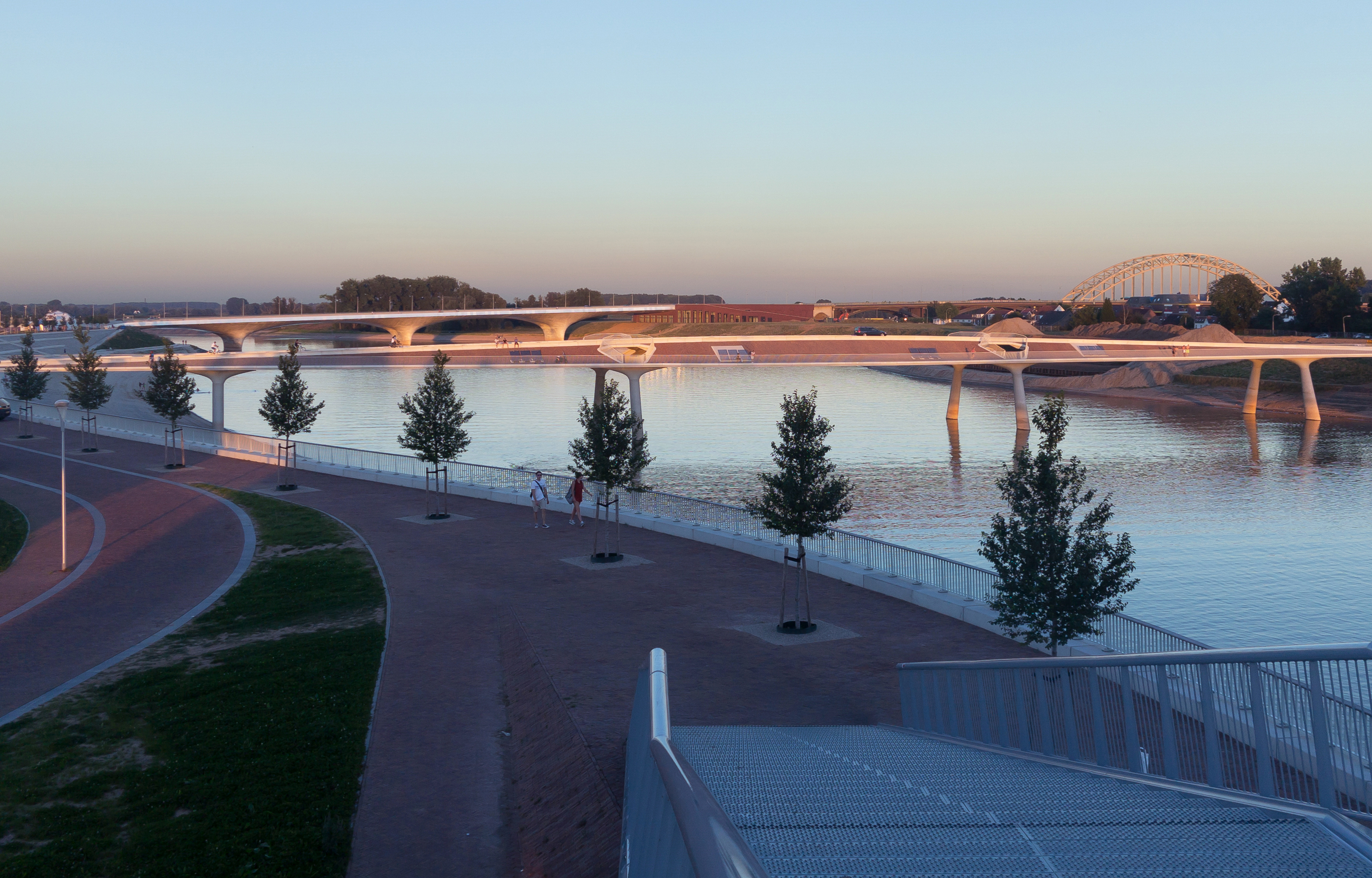
Nimega, el puente: el Waalbrug (el nuevo estilo)
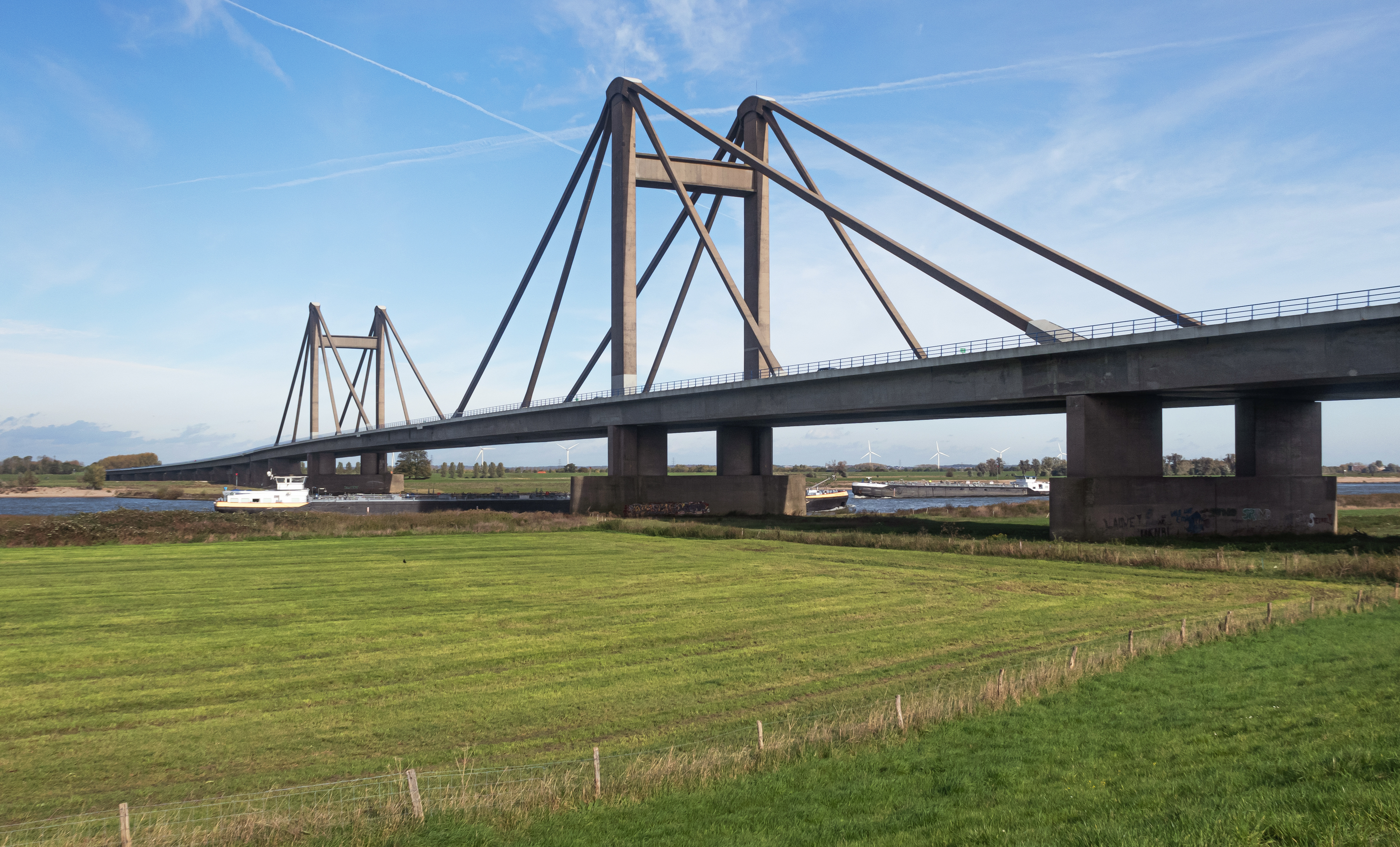
cerca Beneden Leeuwen, el puente: el Prins Willem Alexanderbrug
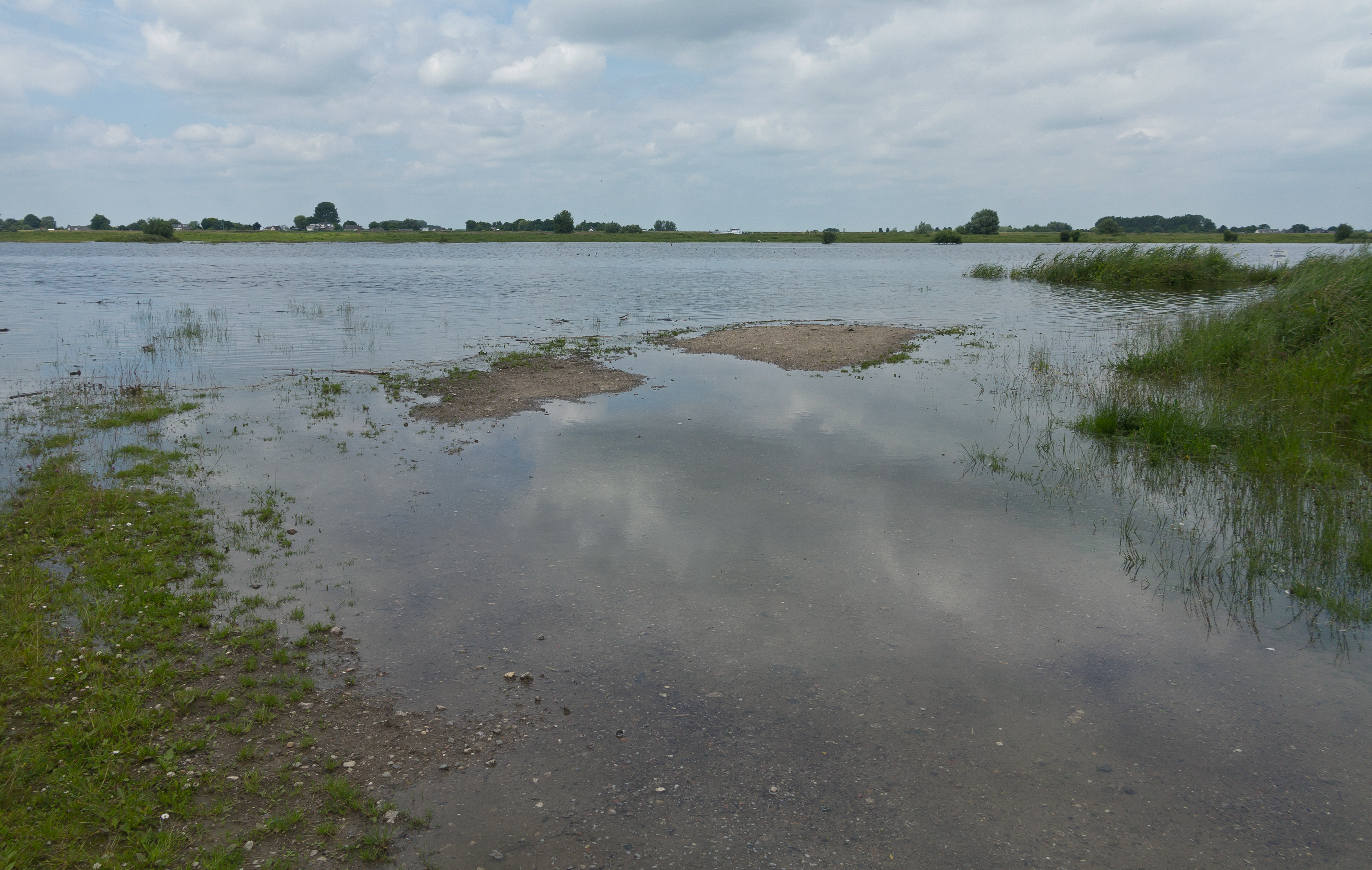
entre Zuilichem y Nieuwaal, los uiterwaarden del Waal
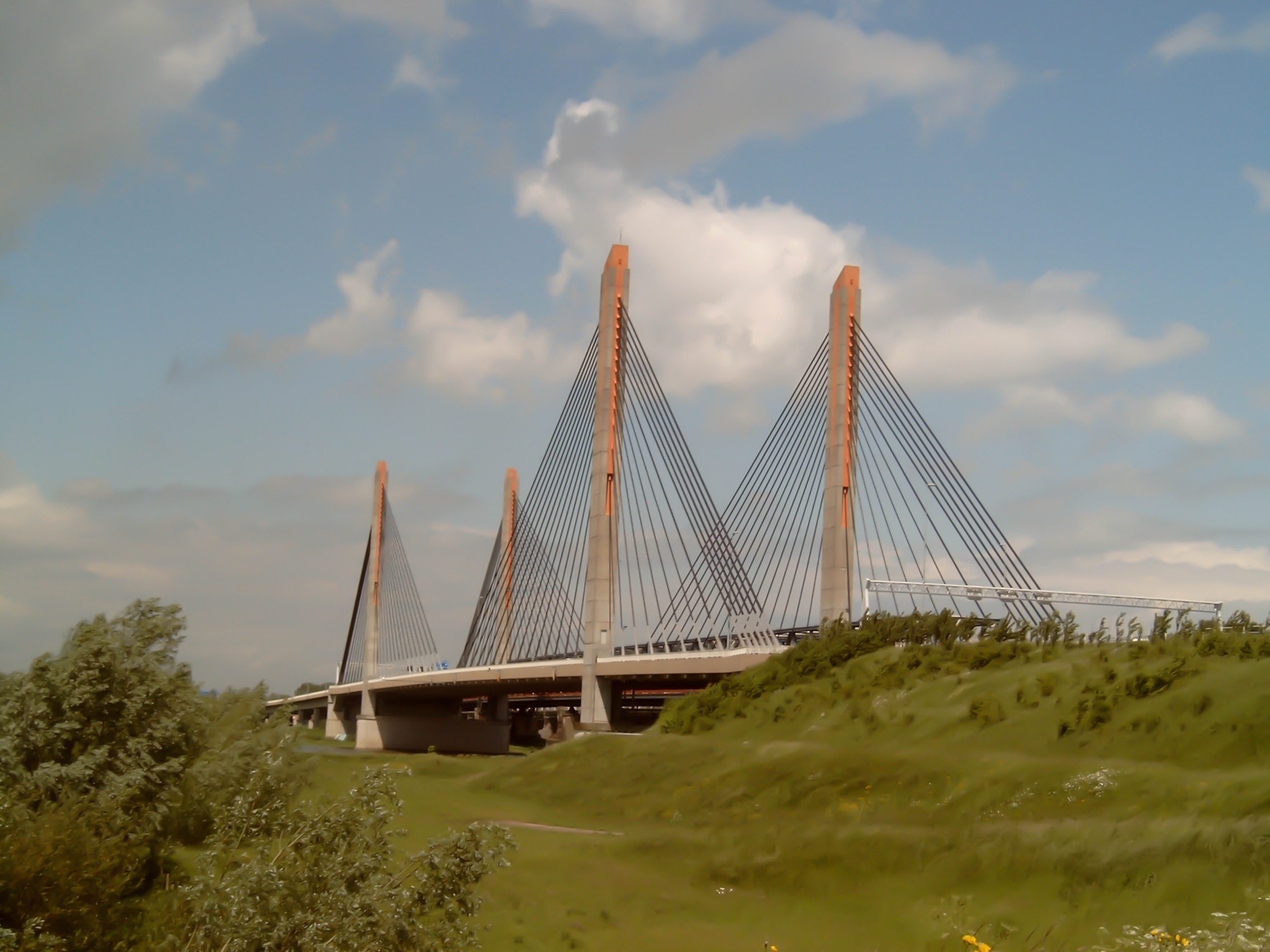
Zaltbommel, el puente: Martinus Nijhoffbrug sobre el Waal
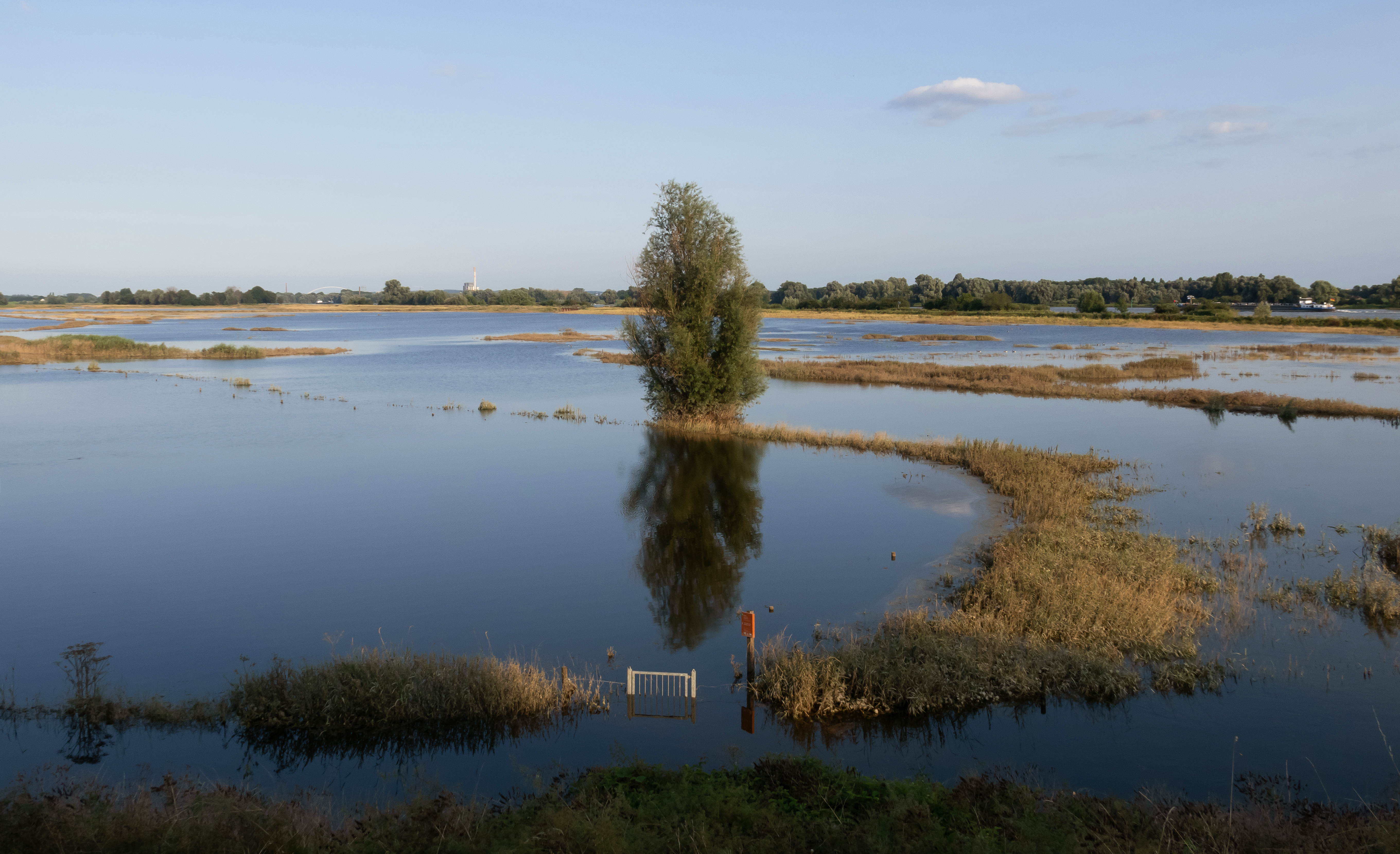
cerca Slijk-Ewijk, el rio Waal (verano de 2021)